# ハリエット・テイラー・ミル
ハリエット・テイラー・ミル (Harriet Taylor Mill, 1807年10月8日 - 1858年11月3日) は、イギリスの哲学者である。
女性の人権啓発活動を行った。現存する彼女の著作はThe Complete Works of Harriet Taylor Mill に収録されており、また数点が、夫であるジョン・ステュアート・ミルの著作を収録したThe Collected Works of John Stuart Mill にも収録されている。

## 著作
3人目の子であるヘレン・テイラー(女性人権活動家で、女子教育や女性投票権の活動を行った。)を妊娠した時から、ハリエットはその著作を発表し始めた。彼女は多くの著作を上梓したが、彼女本人の氏名で発表された物は少なかった。1840年代にはMorning Chronicle, Daily News, Sunday Times といった新聞にて匿名で、家庭内暴力についての記事を共同執筆していた。 またジョン・ステュアート・ミルの全ての著作についてハリエットは目を通して意見を付しており、J・S・ミル自身も彼女の貢献と協力に対し多大な敬意と感謝の意を表していた。特に、彼女の没後である1859年に発表された自由論では、その冒頭においてJ・S・ミルのハリエットに対する想いが綴られている(後述)。彼女は経済学原理においても貢献した。

## 死と後世
ハリエットは1858年11月3日にフランス・アヴィニョンのHotel d'Europeにて亡くなった。死因は肺うっ血の進行によるとされる。彼女の死について、ミルは自由論の冒頭において次のように述べている。
| 「 | Were I but capable of interpreting to the world one half the great thoughts and noble feelings which are buried in her grave, I should be the medium of a greater benefit to it, than is ever likely to arise from anything that I can write, unprompted and unassisted by her all but unrivalled wisdom. 墓に眠る彼女の優れた思考と気高き想いの半分でもこの世に伝播できるのなら、私自身がその利益を伝播する手段となるのだろう。私から生まれ出る物よりも役に立つ。彼女の助言も支えも無いが、その比類なき知は存在するのだ。(日本語訳) | 」 |

2001年には、ベルリン経済法科大学には経済学とジェンダー研究の融合分野を主題とするハリエット・テイラー研究所が設立された。